# Бжезувка (Сілезьке воєводство)
Бжезувка (пол. Brzezówka) — село в Польщі, у гміні Гажлях Цешинського повіту Сілезького воєводства.
Населення — 662 особи (2011).
У 1975-1998 роках село належало до Бельського воєводства.

## Демографія
Демографічна структура станом на 31 березня 2011 року:
|          | Загалом | Допрацездатний вік | Працездатний вік | Постпрацездатний вік |
| -------- | ------- | ------------------ | ---------------- | -------------------- |
| Чоловіки | 330     | 75                 | 229              | 26                   |
| Жінки    | 332     | 61                 | 208              | 63                   |
| Разом    | 662     | 136                | 437              | 89                   |